# Peter Bellinger Brodie
Peter Bellinger Brodie ( 1815 - 1897) fue un naturalista, geólogo, arqueólogo, y clérigo inglés, hijo de Peter Bellinger Brodie, escribano, sobrino de Sir Benjamin C. Brodie. Nació en Londres en 1815. Mientras residía con su padre en Lincoln's Inn Fields, desarrolló interés y estudió Historia natural, interesándose en fósiles a través de visitas al Museo de Royal College of Surgeons, al tiempo en que William Clift era curador. Con la influencia de Clift, fue elegido miembro de la Sociedad Geológica de Londres en 1834.
Procediendo del Emmanuel College, Cambridge, Brodie entró bajo la influencia de Adam Sedgwick, adquiriendo el amor por la geología. Ingresó a la iglesia en 1838, siendo clérigo en Wylye en Wiltshire, y por un corto periodo en Steeple Claydon, Buckinghamshire, siendo posteriormente rector de Down Hatherley, Gloucestershire, y finalmente en 1855 vicario de Rowington, Warwickshire, y deán rural. Se publicaron todos sus registros de observaciones geológicas en todos esos distritos.
En Cambridge, Brodie obtuvo conchas fósiles de depósitos del Pleistoceno en Barnwell, Northamptonshire; y en el Vale of Wardour, descubrió (en Purbeck Beds) un isopodo nombrado en honor a Henri Milne-Edwards Archaeoniscus brodiei; en Buckinghamshire describe los valores extremos de Purbeck y de Portland Beds; y en el Vale de Gloucester: la unidad estratigráfica Lias y oolitos que reclamaron su atención. E insectos fósiles, formaron el objeto de sus estudios especiales (History of the Fossil Insects of the Secondary Rocks of England, 1845), y muchos de sus trabajos publicados se refieren a ellos.
Brodie fue un activo miembro del Club de Naturalistas de Cotteswold y de la "Sociedad de Historia Natural y de Arqueología de Warwickshire", y en 1854 fue director fundador del "Club de Campo de Naturalistas y Arqueólogos de Warwickshire".
Fallece en Rowington el 1 de noviembre de 1897.

## Honores
- 1887, galardonado con la Medalla Murchison por parte de la Sociedad Geológica de Londres.

- La abreviatura «P.B.Brodie» se emplea para indicar a Peter Bellinger Brodie como autoridad en la descripción y clasificación científica de los vegetales.[4]